# Alone in the Dark (videójáték, 1992)
Az Alone in the Dark 1992-ben megjelent túlélőhorror, melyet Fréderick Raynal talált ki és az Infogrames adott ki. Eredetileg MS-DOS alá készült, 1994-ben megjelent a 3DO konzolos változata, 2014-ben pedig az iOS alatt is működő változata. A játék az 1920-as években játszódik Louisianában, ahol szereplőnket ki kell vezetni egy kísértetkastélyból. Miközben meg kell oldanunk a továbbjutáshoz szükséges feladványokat, meg kell küzdenünk különféle rémségekkel, melyeket vagy megölünk, vagy elijesztünk, vagy el kell rohannunk előlük. Ehhez fegyvereket gyűjthetünk egy súlyalapú tárgylistába, a haladás pedig egy nemlineáris térképen történik.
Az Alone in the Dark a megjelenésekor nagy sikert aratott, a túlélőhorror játékkategória egyik megteremtőjeként szokás rá tekinteni. Ez volt kategóriájában az első félig háromdimenziós megjelenítést használó program. Az Empire magazin 2009-ben beválasztotta a száz legjobb videojáték közé.
A játék számos későbbi programhoz szolgáltatott alapot, leginkább a Resident Evil sorozathoz. Idővel több folytatása is megjelent, valamint két film, melyek cselekménye csak lazán kapcsolódik a játékéhoz.

## Játékmenet
Már induláskor két karakter közül választhat a játékos: Edward Carnbyt vagy Emily Hartwood-ot irányíthatja. Mindkét karakter hasonló problémával küzd: csapdába estek Derceto kísértetjárta kastélyában. A játék a padlástérből indul, ahová sikerült probléma nélkül felmenekülniük; a cél innentől megtalálni a kivezető utat, melynek során meg kell küzdeni számos természetfeletti lénnyel is. Ezek között vannak élőhalott rabszolgák, de két lábon járó óriáspatkányra emlékeztető szörnyek is. Ugyan a legtöbbet pusztakezes harccal is ártalmatlanítani lehet, segítségünkre lesznek különféle fegyverek.
Vannak olyan ellenfelek, akiket harccal nem tudunk megölni, csak egy különleges tárgy használatával - és vannak olyanok is, amelyeket egyáltalán nem. A játék jelentős része a felfedezéssel és a rejtvények megoldásával telik, alkalmanként olyan dolgokra bukkanva, amelyek magyarázatot adnak arra, mi is történt a házban. Mászkálásunk közben az egész házat felderíthetjük, ajtókat nyithatunk és zárhatunk, interakcióba léphetünk egyes tárgyakkal (mely képesség mértéke egyes tárgyak esetében változó). A tárgylista mérete korlátozott, így időnként el kell dobni ezt-azt, hogy felvehessünk valami mást. Olyan dolgokat is eldobhatunk, amelyek szükségesk a továbbjutáshoz, ezeket később újra fel tudjuk venni. Hogy mennyi minden lehet nálunk, azt a tárgyak súlya dönti el.
Folytatásaival és a túlélőhorror kategória többi tagjával ellentétben a játék nemlineáris. Eleinte ugyan csak a padlástéren és a második emeleten haladhatunk, és ezeken valóban csak előre meghatározott sorrendben. Aztán amikor megnyílik az út a földszintre és az első emeletre, a ház tetszőleges mértékben bejárhatóvá válik. Legvégül a ház alatti barlangrendszerbe is bejutást nyerünk, mely szintén lineáris.

## Cselekmény
1924-ben Jeremy Hartwood, az ismert művész és a louisianai Derceto kastély tulajdonosa (melyet egy ősi szíriai istenségről neveztek el), öngyilkosságot követ el, amikor is felakasztja magát. Halála gyanús körülmények közt történt ugyan, de igazából senki nem lepődött meg, mert a kastélyt régóta kísértetjárta helyként ismerik. Az ügyet a rendőrség gyorsan lezárja és láthatóan hamar el is felejtik. A játékos két karakter bőrébe bújhat. Az egyik Edward Carnby, egy magánnyomozó, akit egy műkereskedő bérelt fel, hogy hozza el a ház egyik értékes zongoráját. A másik Emily Hartwood, Jeremy unokahúga, aki szintén a zongorát keresi, ugyanis úgy tudja, hogy a titkos fiókjában van egy üzenet, amelyben a nagybátyja a halála körülményeiről ír. Bármelyik karaktert is választjuk, hősünk a Derceto kastélyba megy. Megérkezése után az ajtó bezáródik mögötte, és mire feljutna a padlásig, szörnyek támadják meg. Miután biztonságba került, le kell jutnia onnan, különféle fejtörők megoldásával. Később különféle iratokat talál, melyekből kiderül, hogy a Derceto kastélyt egy okkultista kalóz, bizonyos Ezechiel Pregzt építtette, és a ház alatt egy barlangrendszer húzódik, ahol pogány szertartásokat végezve gyarapította vagyonát és természetellenes módon meghosszabbította az életét. Őt magát aztán lelőtték az amerikai polgárháborúban, a kastélyát pedig felégették. Pregzt lelkét azonban nem tudták megölni, az a szolgálóinak köszönhetően egy fában megmaradt a barlangrendszerben. Jeremy Hartwood azért lett öngyilkos, mert Pregzt szelleme az ő testébe akart költözni - és most a játékos a következő kiszemelt célpont. Amennyiben a játék során a sötét erők sikerrel járnak, egy animációt láthatunk is, ahogy karakterünk testét egy áldozati helyre vonszolják és Pregzt szelleme beleköltözik, ami rettenetet szabadít a világra.
A játékos idővel megtalálja a barlangokba vezető utat, amelynek végén megtalálja Pregzt fába költözött szellemét. Miután egy talizmánnal megbénította, hozzávágja lámpását, melynek határása a fa porig ég. A ház ezután megtisztul a gonosztól, a bejárati ajtó kinyílik, és azt el lehet hagyni. Ezután akár újra fel is deríthetjük azt, teljesen biztonságosan.
A történetet nagyban inspirálták H.P. Lovecraft és Edgar Allan Poe művei, különösen az utóbbinak "Az Usher-ház vége" című műve. Különféle grimoárok is találhatóak a házban, például a Necronomicon vagy a De Vermis Mysteriis, amelyeket Lovecraft talált ki. Néhány lény nevét ugyancsak Lovecraft munkáiból vettek át, emellett vannak utalások az Infogrames másik hasonló játékára, a "Shadow of the Comet"-re.

## Fejlesztése
1989-ben Fréderick Raynal, az Infogrames egyik programozója az Alpha Games nevű háromdimenziós játékot portolta át PC-re. A munka arra inspirálta, hogy írjon egy programot, mellyel könnyedén tud létrehozni 3D-s karaktereket. 1991-ben Bruno Bonnell, az Infogrames vezére előállt egy játékötlettel, melyben a játékos adott esetben gyufák meggyújtásával tudna világosságot teremteni egy teljesen sötét környezetben. Raynal, aki nagy rajongója volt a Holtak hajnala című filmnek, elhatározta, hogy kombinálja az ötletet és a saját eddig létrehozott munkáját, és egy horrorjátékot készít.
Munkacíme "In The Dark" vagy "Scream In The Dark" volt, és eleinte szkeccsek rajzolásával tervezték meg, hogyan is nézzenek ki a helyszínek. Eleinte egy valódi kastély lefényképezett falait szerették volna betenni a játékba, de ezt a technika nem tette akkor lehetővé, ezért mindent kézzel rajzoltak. Mivel a kor akkoriban nem tette lehetővé azt sem, hogy a grafikus ábrázolás kellőképpen rémisztő legyen, ezért kitalálták, hogy a történetet teszik baljóssá, és különféle helyeken elhelyezett szövegek útján fejtik ki a háttértörténetet. A helyszín és az idő választása is egyértelmű volt: egy kísértetkastély elég félelmetes, az 1920-as években pedig már feltaláltak pár dolgot, amelyet látunk is a játékban, de például az elektromosságot tudatosan mellőzték. A játék csak félig háromdimenziós, ugyanis a karakterek egy ál-3D-s környezetben mozognak, ők maguk 3D-sek, de egy kétdimenziós, láthatatlan síkra vannak felfeszítve, és ezek mozognak. Ez technikai megkötésekkel is járt, ugyanis a kamera látószögét fixen rögzíteni kellett, de végül kiderült, hogy ez sem baj, sőt: a rögzített kamerákkal egyszerűbb volt horrorisztikus jeleneteket megjeleníteni.
1991 szeptemberében elkészült a játék demója, melyre az Infogrames az áldását adta. Kezdetben szerették volna a Cthulhu-mítoszt is licenszelni, ám erre a Chaosium elzárkózása miatt nem került sor. Betettek viszont egy opcionálisan választható női karaktert, Emilyt, az akkori vélekedés ugyanis az volt, hogy így több női játékost is elérhetnek. Hogy fokozzák a feszültséget, bekerültek olyan elemek is, hogy a játékos meghalhatott előre nem várt módon például attól is, ha kinyitott egy bizonyos ajtót vagy elolvasott egy könyvet.
A fejlesztés közben Raynal, és a grafikus tervező, Yaël Barroz összeházasodtak és gyerekük is született.
Az utolsó simítások voltak a legnehezebbek és a legfárasztóbbak, konkrétan a bugok kiszűrése és kijavítása. Raynal végig attól tartott, hogy ezektől lesz rossz a játék és a játékosok úgyis kiszúrják ezeket, bármit csinálnak.
Európán kívül az Interplay, Japánban az Arrow Micro-Tech Groups terjesztette. Utóbbi átportolta a játékot az ott népszerű PC-98 és FM Towns gépekre is. Az 1994-ben 3DO konzolra is megjelent változatban a zenéket lecserélték, és hangos felolvasást kaptak a szöveges részek, valamint külön a karakterek is. A tervezett Atari Jaguar változat sosem készült el.

## Folytatások
Eredetileg az Infogrames azt tervezte, hogy a játék a Call of Cthulhu-sorozatuk első része lesz (amelyhez később meg is jelent a Shadow of the Comet és a Prisoner of Ice), majd a Virtual Dreams sorozat első darabjának szánták, mígnem aztán a saját jogán kezdett el folytatásokat kapni. 1993-ban megjelent az Alone in the Dark 2, 1994-ben az Alone in the Dark 3, 2001-ben az Alone in the Dark: A New Nightmare, 2008-ban az Alone in the Dark reboot, majd 2015-ben az Alone in the Dark: Illumination. 2005-ben (Egyedül a sötétben) és 2008-ban (Alone in the Dark II) a játékokhoz csak lazán kapcsolódó, rossz kritikai megítélésű filmek is készültek.

## Fordítás
- Ez a szócikk részben vagy egészben  az   Alone in the Dark (1992 video game) című angol Wikipédia-szócikk ezen változatának fordításán alapul.  Az eredeti cikk szerkesztőit annak laptörténete sorolja fel. Ez a jelzés csupán a megfogalmazás eredetét és a szerzői jogokat jelzi, nem szolgál a cikkben szereplő információk forrásmegjelöléseként.